# Sint-Andreas- en Ghislenuskerk

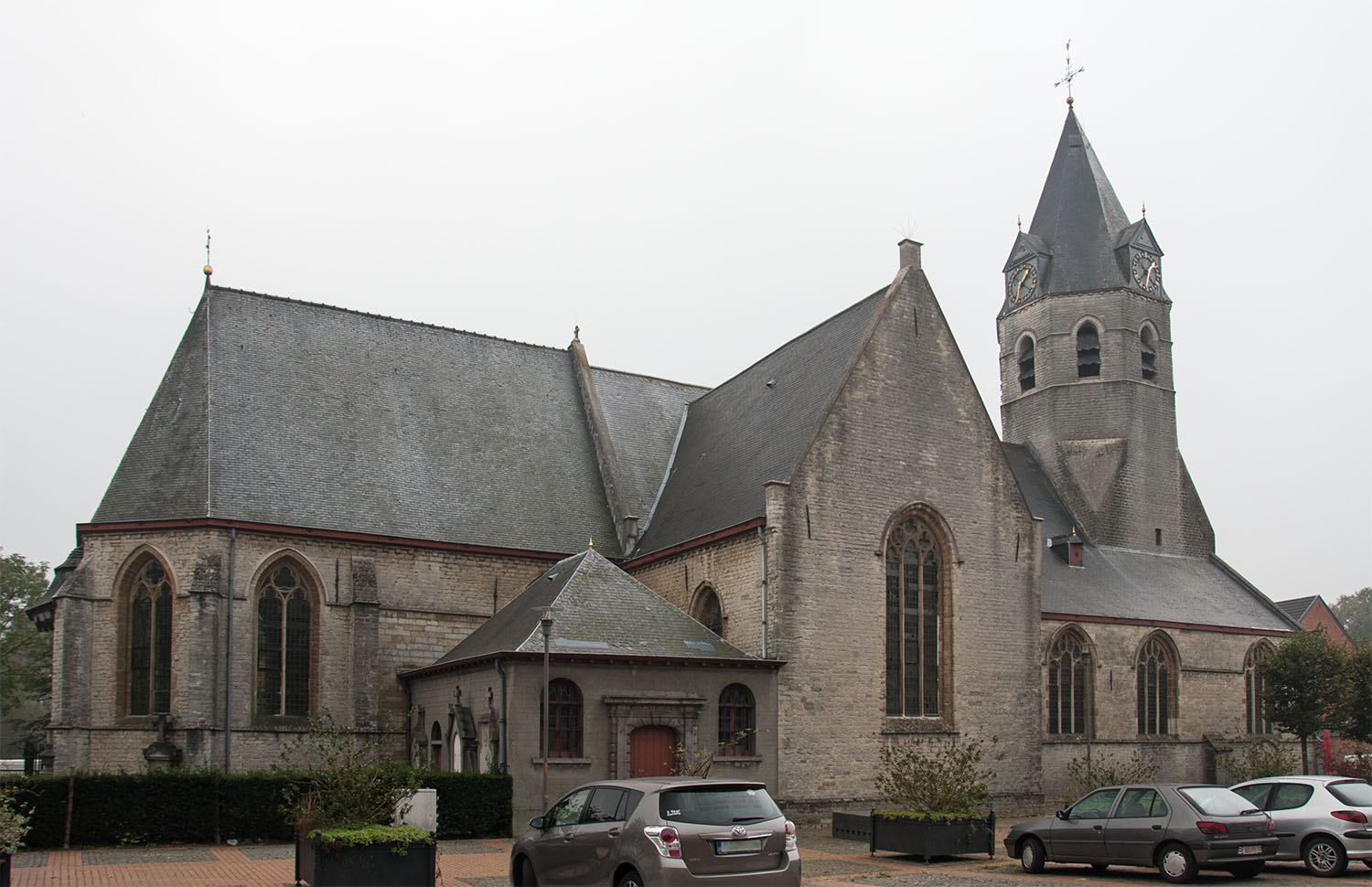
Sint-Andreas- en Ghislenuskerk

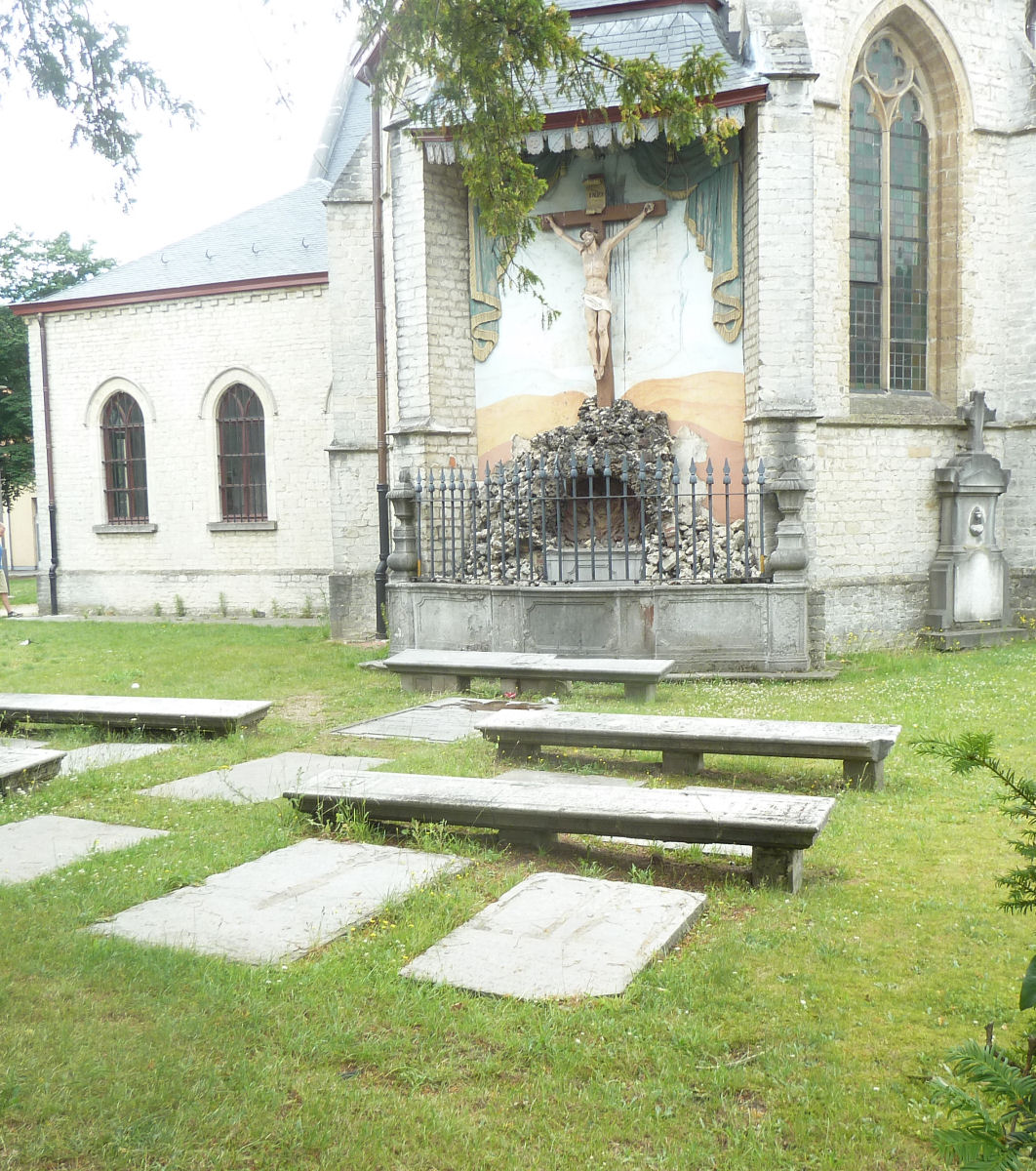
Kerkhof en golgotha

De Sint-Andreas- en Ghislenuskerk is de parochiekerk van de tot de Oost-Vlaamse gemeente Sint-Niklaas behorende plaats Belsele, gelegen aan Belseledorp.

## Geschiedenis
Al in de 10e eeuw zou hier een kerkgebouw hebben gestaan. Het zou een klein, romaans, driebeukig kerkje zijn geweest, gebouwd in Doornikse kalksteen. In het eerste kwart van de 13e eeuw werden de bovenlichtmuren verhoogd en van vroeggotische vensters voorzien. Later in de 13e eeuw werd een westtoren gebouwd en ook de zijbeuken werden in gotische zin aangepast. In 1432 werd het romaans koor gesloopt en een groter, gotisch, koor aangebracht. Omstreeks 1450 werden transeptarmen bijgebouwd en einde 15e eeuw werd de aan beide zijden naast de toren gelegen travee uitgebouwd tot twee zijkapellen. Omstreeks 1533 werden de zijbeuken verhoogd waardoor de basilicale kerk een pseudobasiliek werd.
In 1578 werd de kerk, tijdens de godsdiensttwisten, zwaar beschadigd. Hierna vonden herstellingswerken plaats waarbij de kerk opnieuw gewijzigd werd. De laatste romaanse overblijfselen, zoals de pilaren, werden in (laat-)gotische zin vervangen. De overkluizing, bestaande uit tongewelven, werd vervangen door een kruisribgewelf. Middenschip en zijbeuken werden onder één zadeldak gebracht. Ook het koor werd, in 1644, door een kruisribgewelf overkluisd.

## Gebouw
Het betreft een in Lediaanse zandsteen opgetrokken pseudobasiliek met ingebouwde westtoren. De toren heeft een vierkante plattegrond met een achtkante klokkenverdieping. Het koor heeft een driezijdige sluiting.

## Interieur
De kerk bezit een aantal schilderijen, zoals de Bewening van Christus (1638) door Antoon van den Heuvel, Marteling van Sint-Sebastiaan (17e eeuws), Aanbidding der Koningen (naar Peter Paul Rubens), en Sint- Andreas en Gislenus.
Het 15e eeuws doopvont is in hardsteen uitgevoerd; het doksaal is van 1632; de preekstoel van 1682; de biechtstoelen 1714-1717; de lambrisering van 1716; de communiebank en het koorgestoelte van 1740-1750. Het Peteghem-orgel is van 1784.
Het hoofdaltaar, het Onze-Lieve-Vrouwealtaar en het Sint-Andreasaltaar zijn 19e-eeuws.
Christus Koningkerk · 
Don Boscokerk · 
Heilige Familiekerk · 
Heilige Pastoor van Arskerk · 
Onze-Lieve-Vrouw-ten-Boskerk · 
Onze-Lieve-Vrouw-van-Bijstand-der-Christenenkerk · 
Sint-Andreas- en Ghislenuskerk · 
Sint-Antoniuskerk · 

Sint-Catharinakerk · 
Sint-Jan-de-Doperkerk · 
Sint-Jobkerk · 
Sint-Jozefskerk · 
Sint-Nicolaaskerk
Voormalige kerken:
Heilig-Hartkerk · 
Sint-Franciscuskerk